# Інохалес
Інохалес (ісп. Hinojales) — муніципалітет в Іспанії, у складі автономної спільноти Андалусія, у провінції Уельва. Населення — 370 осіб (2010).
Муніципалітет розташований на відстані близько 370 км на південний захід від Мадрида, 90 км на північ від Уельви.

## Демографія
Динаміка населення (INE ):